# Arul Kumer Timur
Arul Kumer Timur is een bestuurslaag in het regentschap Aceh Tengah van de provincie Atjeh, Indonesië. Arul Kumer Timur telt 674 inwoners (volkstelling 2010).